# Polypodium flagellare
Polypodium flagellare är en stensöteväxtart som beskrevs av Hermann Christ. Polypodium flagellare ingår i släktet Polypodium och familjen Polypodiaceae. Inga underarter finns listade.